# Трансмісія

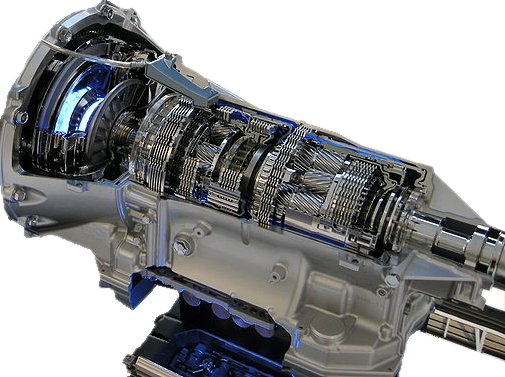
Автоматична автомобільна трансмісія Lexus IS F 07 (розріз)

Трансмі́сія — сукупність агрегатів, призначених для передавання крутного моменту від двигуна до ведучих коліс. При цьому передаваний крутний момент змінюється за величиною і напрямом та розподіляється в певному співвідношенні між ведучими колесами. Крутний момент на ведучих колесах автомобіля залежить від передатного числа трансмісії, яке дорівнює відношенню кутової швидкості колінвала двигуна до кутової швидкості ведучих коліс. Передатне число трансмісії добирається залежно від призначення автомобіля, його двигуна й потрібних динамічних властивостей.
Трансмісія автомобіля працює в умовах високих знакозмінних динамічних навантажень. Основні її робочі деталі довго перебувають під високими питомими навантаженнями і напруженням, тому конструкторам важко досягти потрібної надійності й довговічності в період експлуатації автомобілів.

## Складові трансмісії
- зчеплення
- коробка передач
- карданна передача
- роздаткова коробка
- головна передача
- приводні вали коліс(півосі)

## Трансмісії за способом передавання крутного моменту
- механічні
- гідравлічні
- електричні
- комбіновані

| Технології | Це незавершена стаття з технології. Ви можете допомогти проєкту, виправивши або дописавши її. |